# The Idea of Beautiful
The Idea of Beautiful è l'album d'esordio della rapper statunitense Rapsody. Pubblicato il 28 agosto 2012, è distribuito dall'etichetta di 9th Wonder Jamla, in rappresentanza della It's a Wonderful World Music Group, altra etichetta di 9th Wonder. L'album è stato pubblicato in seguito al successo di critica dei suoi mixtape quali Return of the B-Girl (2010), Thank H.E.R. Now (2011) e For Everything (2011). L'album include la produzione dei membri del Soul Council (9th Wonder, Khrysis, E. Jones, AMP, Eric G. e Ka$h). Partecipano al disco anche Ab-Soul, Mac Miller e Childish Gambino.
| Recensione | Giudizio |
| ---------- | -------- |
| RapReviews | [ 3 ]    |
| HipHopDX   | [ 4 ]    |

## Tracce
1. Motivation (featuring Big Rube) – 3:41 (testo: Marianna Evans, Christopher Tyson, Lorenzo Ferguson – musica: Khrysis)
2. How Does It Feel (featuring Rocki Evans) – 4:20 (testo: Evans, Tyson – musica: Khrysis)
3. Precious Wings – 4:08 (testo: Evans, E. Gabouer – musica: Eric G.)
4. Believe Me – 5:08 (testo: Evans, Patrick Douthit – musica: 9th Wonder)
5. Non Fiction (featuring Raheem DeVaughn & Ab-Soul) – 4:49 (testo: Evans, Raheem DeVaughn, Herbert Stevens, Douthit – musica: 9th Wonder)
6. The Drums (featuring Heather Victoria) – 4:11 (testo: Evans, Douthit, Heather Gavin – musica: 9th Wonder)
7. Kind of Love (featuring Nomsa Mazwai) – 3:58 (testo: Evans, Douthit, Nomsa Mazwai, M. Pholo – musica: 9th Wonder)
8. Interlude – 0:19
9. Destiny – 2:28 (testo: Evans, Tyson – musica: Khrysis)
10. Good Good Love (featuring BJ the Chicago Kid) – 6:01 (testo: Evans, B. Sledge, Douthit – musica: 9th Wonder)
11. In the Town (featuring Nomsa Mazwai) – 3:22 (testo: Evans, Douthit, Pholo, Mazwai – musica: 9th Wonder)
12. Round Table Discussion (featuring Mac Miller & the Cool Kids) – 4:18 (testo: Evans, Douthit, Malcolm McCormick, Antoine Reed, Evan Ingersoll – musica: 9th Wonder)
13. The Cards (featuring Big Remo) – 4:46 (testo: Evans, W. Hendricks, R. Cash, E. Ingersoll – musica: AMP)
14. Come Home (featuring Rocki Evans) – 3:24 (testo: Evans, Tyson, C. Clayton – musica: Khrysis)
15. When I Have You (featuring Nomsa Mazwai) – 4:23 (testo: Evans, Douthit, Mazwai, Pholo – musica: 9th Wonder)
16. Believe Me (HaHaHa Remix) – 5:12 (testo: Evans, Douthit – musica: 9th Wonder)

Durata totale: 64:28
Tracce bonus nell'edizione deluxe
1. Beautiful Music (featuring Childish Gambino & GQ) – 5:07 (testo: Evans, Ka$h, Donald Glover, Q. Thomas – musica: Ka$h)
2. Thunder – 3:18 (testo: Evans, Douthit – musica: 9th Wonder)

## Formazione
Crediti adattati da Allmusic.
- Ab-Soul - voce aggiuntiva (traccia 5)
- AMP - produttore (traccia 13)
- Big Jerm - ingegnere audio
- Big Remo - voce aggiuntiva (traccia 13)
- Big Rube - voce aggiuntiva (traccia 1)
- BJ the Chicago Kid - voce aggiuntiva (traccia 10)
- C. Clayton - compositore (traccia 14)
- The Cool Kids - voce aggiuntiva (traccia 12)
- Raheem DeVaughn - voce aggiuntiva (traccia 5), compositore (traccia 5)
- Eric G. - produttore (traccia 3)
- Rapsody - voce, compositrice, produttrice esecutiva
- Rocki Evans - voce aggiuntiva (traccia 2)
- Lorenzo Ferguson - compositore (traccia 1)
- E. Gabouer - compositore (traccia 3)
- Nick Hagelin - chitarra acustica
- Warren Hendricks Jr. - lavoro grafico, design
- E. Ingersoll - compositore (traccia 12)
- Khrysis - compositore (tracce 1-2, 9 e 14), produttore (tracce 1-2, 9 e 14), ingegnere audio, missaggio
- Nomsa Mazwai - voce aggiuntiva (tracce 7, 11 e 15), compositore (tracce 7, 11 e 15)
- Mac Miller - voce aggiuntiva (traccia 12), compositore (traccia 12)
- 9th Wonder - compositore (tracce 4-7, 10-12, 15-16 e 18), foto di copertina, ingegnere audio, produttore esecutivo, produttore (tracce 4-7, 10-12, 15-16 e 18)
- Adam Sikora - fotografia
- Heather Victoria - voce aggiuntiva (traccia 6)
- Zo! - tastiere